# بلدة بايرون (ميشيغان)
بايرون (بالإنجليزية: Byron Township, Michigan)‏ هي بلدة تقع بولاية ميشيغان في الولايات المتحدة. تبلغ مساحتها 94.7 (كم²)، وترتفع عن سطح البحر 225 م، بلغ عدد سكانها 20317 نسمة في عام تعداد الولايات المتحدة 2010 حسب إحصاء مكتب تعداد الولايات المتحدة وتصل الكثافة السكانية فيها 214.5 نسمة/كم2.

## وصلات خارجية
- Byron Township, Michigan
- The US50 - Cities and Towns in Michigan State
- Michigan Cities and Towns, Facts, Map, Flag, Colleges, Government, and More